# Aimé-Pierre Frutaz
Aimé-Pierre Frutaz (né à Torgnon en 1907 - mort en 1980) est un ecclésiastique valdôtain et un spécialiste de l'archéologie chrétienne de renommée internationale.

## Origine
Aimé-Pierre Frutaz naît à Torgnon en 1907. Il est ordonné prêtre en 1930 et fréquente à Rome les cours de paléographie, diplomatique et archéologie chrétienne dès 1933 ; docteur en archéologie en 1936, ses qualités personnelles lui valent une brillante carrière ecclésiastique et une réputation internationale dans le domaine de l’érudition.

## Le religieux
Il devient d'abord « Camérier secret » en 1943, puis « prélat domestique » du Pape Pie XII en 1956. Il est assistant, puis rapporteur général de la section historique de la « Congrégation des Rites » en 1959, sous-secrétaire de la même Congrégation en 1965, puis de la « Congrégation pour les causes des saints » en 1969.
Membre de la Commission préparatoire du Concile Vatican II, expert de la Commission conciliaire pour la liturgie, puis consultant pour l’application de la Constitution liturgique du Concile et membre des Commissions pour la réforme de la liturgie et pour l’art sacré en Italie, il se fait remarquer par son immense culture et sa profonde érudition dans les domaines de la recherche historique, de l’hagiographie scientifique, de l’archéologie chrétienne et de l’histoire de la liturgie.
Le pape Paul VI le nomme secrétaire du Comité des Sciences historiques en 1973 et protonotaire apostolique en 1978. Jean-Paul II lui attribue en 1979 les charges de « Magister du Collegium cultorum martyrum », et de chanoine de la basilique patriarcale de Saint-Pierre au Vatican et d’Auditeur général de la Chambre Apostolique en 1980 l'année de sa mort.

## L'archéologue et l'historien
Aimé-Pierre Frutaz est membre d’un grand nombre de sociétés savantes et d’institutions culturelles : à l’âge de 20 ans il fait son entrée à la Société piémontaise d'archéologie et des beaux arts, et dès 24 ans il est admis à l’Académie Saint-Anselme, dont il assumera la présidence de 1966 jusqu’à sa mort, survenue en 1980.
Il sera également membre de nombreuses sociétés savantes italiennes et françaises, entre autres :
- l’association Cultori dell’archeologia cristiana,
- l’Istituto di studi romani,  la Deputazione subalpina di storia patria,
- la Società storica delle valli di Lanzo,
- la Pontificia Accademia di archeologia,  la Società romana di storia patria,
- la Società accademica di storia e arte canavesana,
- l’Académie de Savoie,
- la Société de recherches et d’études préhistoriques alpines,
- la Société des Bollandistes,
- le Centre européen d’études burgondo-médianes.

Vice-directeur et secrétaire général de « L’Encyclopédie Catholique », Frutaz collabore aussi au Dictionnaire d’histoire et de géographie ecclésiastique, au Lexikon für Theologie und Kirche, au Dictionnaire de spiritualité, à l’Encyclopædia Britannica et à de nombreuses autres revues spécialisées.

## Principales œuvres
Il est l’auteur de très nombreuses publications, dont : 
- Una diaconia diocesana in Egitto (1949),
- Il torrione di Niccolò V (1950),
- Il complesso monumentale di Sant’Agnese e Santa Costanza (1950),
- Contributo alla storia del messale promulgato da S. Pio V (1960),
- Le piante di Roma (1962),
- Culto delle reliquie e loro uso nella consacrazione degli altari (1965),
- Le carte del Lazio (1972),
- I monumenti paleocristiani di aosta nel contesto storico e urbanistico della citta (1979).

On lui doit également d’importantes études sur les textes liturgiques valdôtains et surtout l’ouvrage 
- Sources pour l'histoire de la Vallée d'Aoste (1966), instrument méthodologique incontournable pour tout chercheur valdôtain, qui constitue un ouvrage fondamental pour l’historiographie régionale moderne.

## Hommages
Le nom d'Aimé-Pierre Frutaz est conservé odonymie :
- à Torgnon, la place de la maison communale lui a été dédiée ;
- à Aoste, une rue située dans le petit quartier des « maisons militaires », près de la place Plouves, porte son nom.

## Source
- In memoriam S.E. Mgr Aimé-Pierre Frutaz, publié par l'Académie Saint-Anselme, Aoste, 1981 (p. 34).